# Colin Brittain
Colin „Doc” Brittain, właściwie Colin Cunningham (ur. 29 grudnia 1986 w Nashville) – amerykański muzyk, autor tekstów, producent muzyczny. Od 5 września 2024 perkusista Linkin Park. Przed dołączeniem do zespołu pisał i produkował muzykę dla takich zespołów jak Papa Roach, Hands Like Houses, Basement, Dashboard Confessional, 5 Seconds of Summer, Miyavi, Foundry i One Ok Rock.

## Kariera
Colin rozpoczął karierę grając na perkusji w zespole Oh No Fiasco gdzie podpisał kontrakt z Five Seven Music. Zespół wydał swoją debiutancką epkę No One’s Gotta Know.
5 września 2024 roku razem z wokalistką Emily Armstrong dołączył do amerykańskiego, nu metalowego zespołu Linkin Park jako perkusista, zastępując Roba Bourdona, który odmówił ponownego dołączenia do zreunifikowanego zespołu.

## Dyskografia
| Rok  | Artysta             | Utwór                     | Album                                                        | Źródło |
| ---- | ------------------- | ------------------------- | ------------------------------------------------------------ | ------ |
| 2014 | Dark Waves          | „Outsider”                | Dark Waves                                                   | [ 6 ]  |
| 2014 | 5 Seconds of Summer | „Never Be”                | 5 Seconds of Summer                                          | [ 3 ]  |
| 2014 | 5 Seconds of Summer | „Tomorrow Never Dies”     | 5 Seconds of Summer                                          | [ 3 ]  |
| 2015 | ONE OK ROCK         | „Take me to the top”      | 35XXXV                                                       | [ 3 ]  |
| 2015 | ONE OK ROCK         | „Cry Out”                 | 35XXXV                                                       | [ 3 ]  |
| 2015 | ONE OK ROCK         | „Good Goodbye”            | 35XXXV                                                       | [ 3 ]  |
| 2015 | Avicii              | „The Nights”              | The Days / Nights EP                                         | [ 3 ]  |
| 2016 | Aimer               | „Insane dream”            | daydream                                                     | [ 3 ]  |
| 2016 | Aimer               | „Closer”                  | daydream                                                     | [ 3 ]  |
| 2016 | Aimer               | „Falling Alone”           | daydream                                                     | [ 3 ]  |
| 2016 | Hello Sleepwalkers  | „Eyes to the Skies”       | Planless Perfection                                          | [ 3 ]  |
| 2017 | League of Legends   | „Legends Never Die”       |                                                              | [ 3 ]  |
| 2017 | ONE OK ROCK         | „Ambitions-Introduction-” | Ambitions                                                    | [ 3 ]  |
| 2017 | ONE OK ROCK         | „Bombs away”              | Ambitions                                                    | [ 3 ]  |
| 2017 | ONE OK ROCK         | „We are”                  | Ambitions                                                    | [ 3 ]  |
| 2017 | ONE OK ROCK         | „20/20”                   | Ambitions                                                    | [ 3 ]  |
| 2017 | ONE OK ROCK         | „Jaded”                   | Ambitions                                                    | [ 3 ]  |
| 2017 | ONE OK ROCK         | „Hard To Love”            | Ambitions                                                    | [ 3 ]  |
| 2017 | ONE OK ROCK         | „I was King”              | Ambitions                                                    | [ 3 ]  |
| 2017 | ONE OK ROCK         | „Listen”                  | Ambitions                                                    | [ 3 ]  |
| 2017 | ONE OK ROCK         | „Bon Voyage”              | Ambitions                                                    | [ 3 ]  |
| 2017 | ONE OK ROCK         | „Start Again”             | Ambitions                                                    | [ 3 ]  |
| 2017 | ONE OK ROCK         | „Take what you want”      | Ambitions                                                    | [ 3 ]  |
| 2017 | Logan Henderson     | „Sleepwalker”             | Echoes of Departure and the Endless Street of Dreams – Pt. 1 | [ 3 ]  |
| 2017 | Logan Henderson     | „Bite My Tongue”          | Echoes of Departure and the Endless Street of Dreams – Pt. 1 | [ 3 ]  |
| 2017 | Logan Henderson     | „Speak of the Devil”      | Echoes of Departure and the Endless Street of Dreams – Pt. 1 | [ 3 ]  |
| 2017 | Papa Roach          | „Crooked Teeth”           | Crooked Teeth                                                | [ 3 ]  |
| 2017 | Papa Roach          | „My Medication”           | Crooked Teeth                                                | [ 3 ]  |
| 2017 | Papa Roach          | „Periscope”               | Crooked Teeth                                                | [ 3 ]  |
| 2017 | Papa Roach          | „Help”                    | Crooked Teeth                                                | [ 3 ]  |
| 2017 | Papa Roach          | „Sunrise Trailer Park”    | Crooked Teeth                                                | [ 3 ]  |
| 2017 | Papa Roach          | „Traumatic”               | Crooked Teeth                                                | [ 3 ]  |
| 2017 | Papa Roach          | „None of the Above”       | Crooked Teeth                                                | [ 3 ]  |
| 2017 | All Time Low        | „Dirty Laundry”           | Last Young Renegade                                          | [ 3 ]  |
| 2017 | All Time Low        | „Nice2KnoU”               | Last Young Renegade                                          | [ 3 ]  |
| 2017 | All Time Low        | „Afterglow”               | Last Young Renegade                                          | [ 3 ]  |
| 2017 | All Time Low        | „Good Times”              | Last Young Renegade                                          | [ 3 ]  |
| 2018 | Hands Like Houses   | cały album                | Anon.                                                        | [ 3 ]  |
| 2018 | All Time Low        | „Everything Is Fine”      | singles                                                      | [ 3 ]  |
| 2018 | All Time Low        | „Birthday”                | singles                                                      | [ 3 ]  |
| 2018 | Basement            | cały album                | Beside Myself                                                | [ 3 ]  |
| 2018 | From Ashes to New   | Nowhere to Run            | The Future                                                   | [ 3 ]  |
| 2018 | Keith Wallen        | „Four Letter Words”       | –                                                            | [ 3 ]  |
| 2018 | Keith Wallen        | „Summer Sunday”           | –                                                            | [ 3 ]  |
| 2019 | Papa Roach          | „The Ending”              | Who Do You Trust?                                            | [ 3 ]  |
| 2019 | Papa Roach          | „Renegade Music”          | Who Do You Trust?                                            | [ 3 ]  |
| 2019 | Papa Roach          | „Not the Only One”        | Who Do You Trust?                                            | [ 3 ]  |
| 2019 | Papa Roach          | „Who Do You Trust?”       | Who Do You Trust?                                            | [ 3 ]  |
| 2019 | Papa Roach          | „Elevate”                 | Who Do You Trust?                                            | [ 3 ]  |
| 2019 | Papa Roach          | „Come Around”             | Who Do You Trust?                                            | [ 3 ]  |
| 2019 | Papa Roach          | „Feel Like Home”          | Who Do You Trust?                                            | [ 3 ]  |
| 2019 | Papa Roach          | „Problems”                | Who Do You Trust?                                            | [ 3 ]  |
| 2019 | Papa Roach          | „I Suffer Well”           | Who Do You Trust?                                            | [ 3 ]  |
| 2019 | Papa Roach          | „Maniac”                  | Who Do You Trust?                                            | [ 3 ]  |
| 2019 | Papa Roach          | „Better Than Life”        | Who Do You Trust?                                            | [ 3 ]  |
| 2019 | One Ok Rock         | „Worst In Me”             | Eye of the Storm                                             | [ 3 ]  |
| 2019 | Dreamers            | „Vampire in the Sun”      | Launch, Fly, Land                                            | [ 3 ]  |
| 2019 | A Day to Remember   | cały album                | You’re Welcome                                               | [ 3 ]  |
| 2021 | Keith Wallen        | „Blue”                    | This World or the Next                                       | [ 3 ]  |
| 2022 | 5 Seconds of Summer | „You Don’t Go To Parties” | 5SOS5                                                        | [ 3 ]  |
| 2022 | 5 Seconds of Summer | „TEARS!”                  | 5SOS5                                                        | [ 3 ]  |
| 2023 | Story of the Year   | cały album                | Tear Me to Pieces                                            | [ 3 ]  |
| 2024 | Linkin Park         | cały album                | From Zero                                                    | [ 3 ]  |